# Penellas
Penellas (en catalán y oficialmente, Penelles)  es un municipio español de la provincia de Lérida, situado en el sureste de la comarca de la Noguera, y en el límite con la de Urgel. 

## Geografía humana

### Demografía
Cuenta con una población de 435 habitantes (INE 2024).
| Gráfica de evolución demográfica de Penelles entre 1842 y 2021 |
| |
| Población de derecho según los censos de población del INE Población de hecho según los censos de población del INEEn estos censos se denominaba Penellas: 1842, 1857, 1860, 1877, 1887, 1897, 1900, 1910, 1920, 1930, 1940, 1950, 1960, 1970 y 1981 Entre el censo de 1857 y el anterior, crece el término del municipio porque incorpora a 255066 (Bolda y Torre de Neral) |

| 1900 | 1930 | 1950 | 1970 | 1981 | 1986 |
| ---- | ---- | ---- | ---- | ---- | ---- |
| 983  | 1216 | 1134 | 1033 | 707  | 620  |

## Economía
Agricultura de regadío, ganadería e industria vinícola.

## Lugares de interés
- Iglesia de San Juan Bautista.

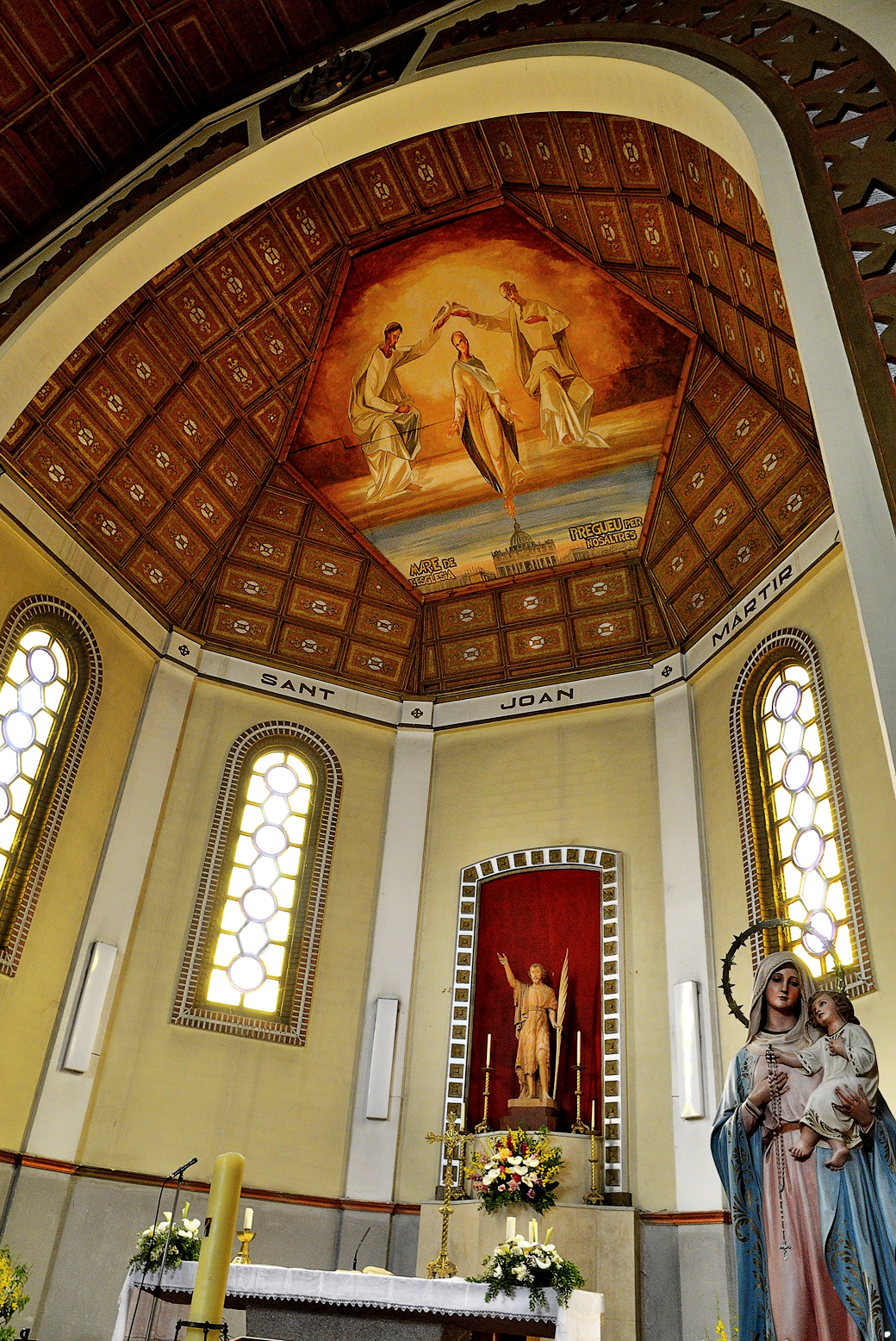
Altar de la iglesia de San Juan Bautista, patrón del pueblo de Penellas (Lérida)

- Castillo del Remedio, restaurado en 1954.

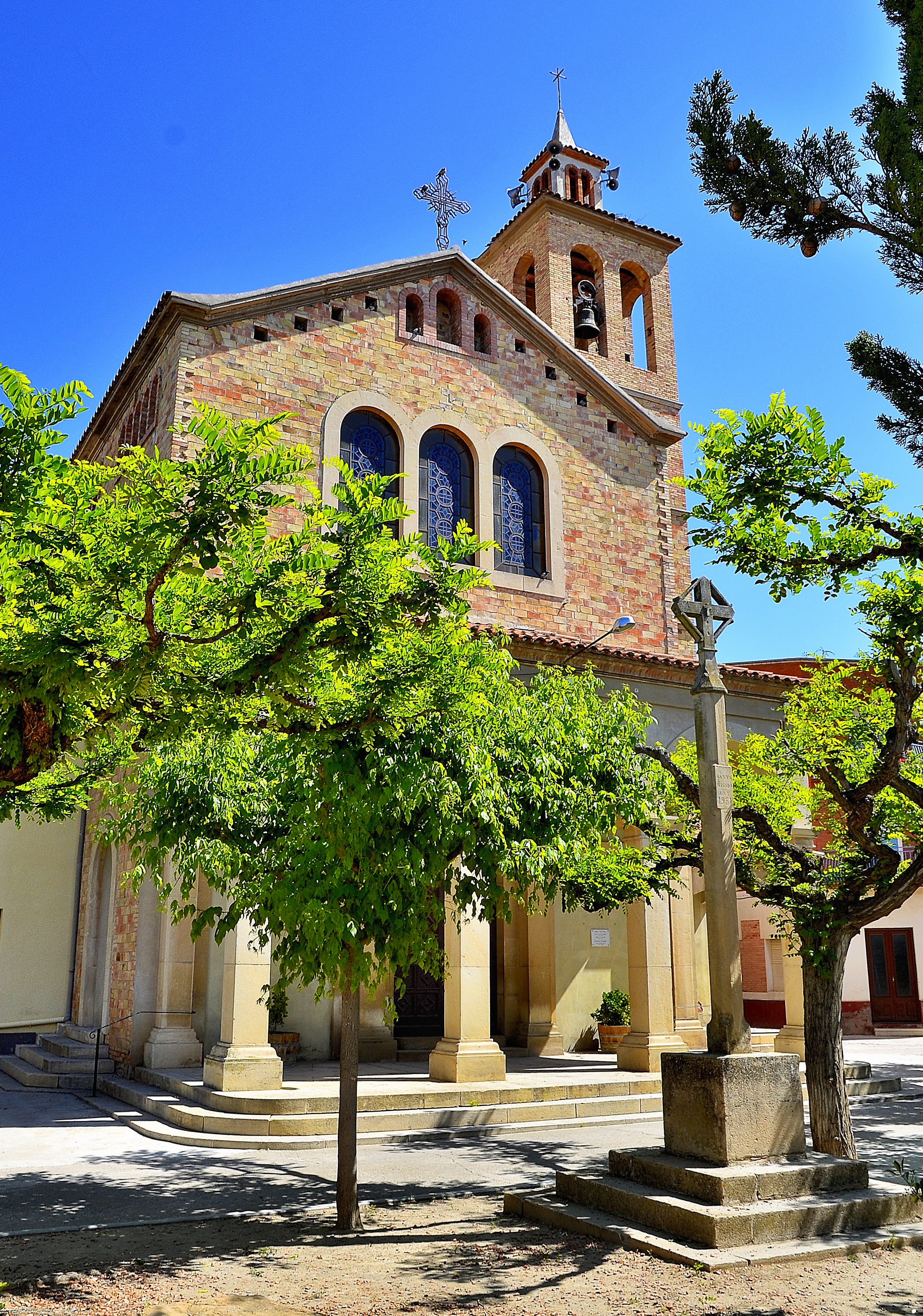
San Juan Bautista (Penellas)

- San Juan Bautista (Penellas)Iglesia de San Juan Bautista en Penellas (Lérida)Altar de la iglesia de San Juan Bautista, patrón del pueblo de Penellas (Lérida)

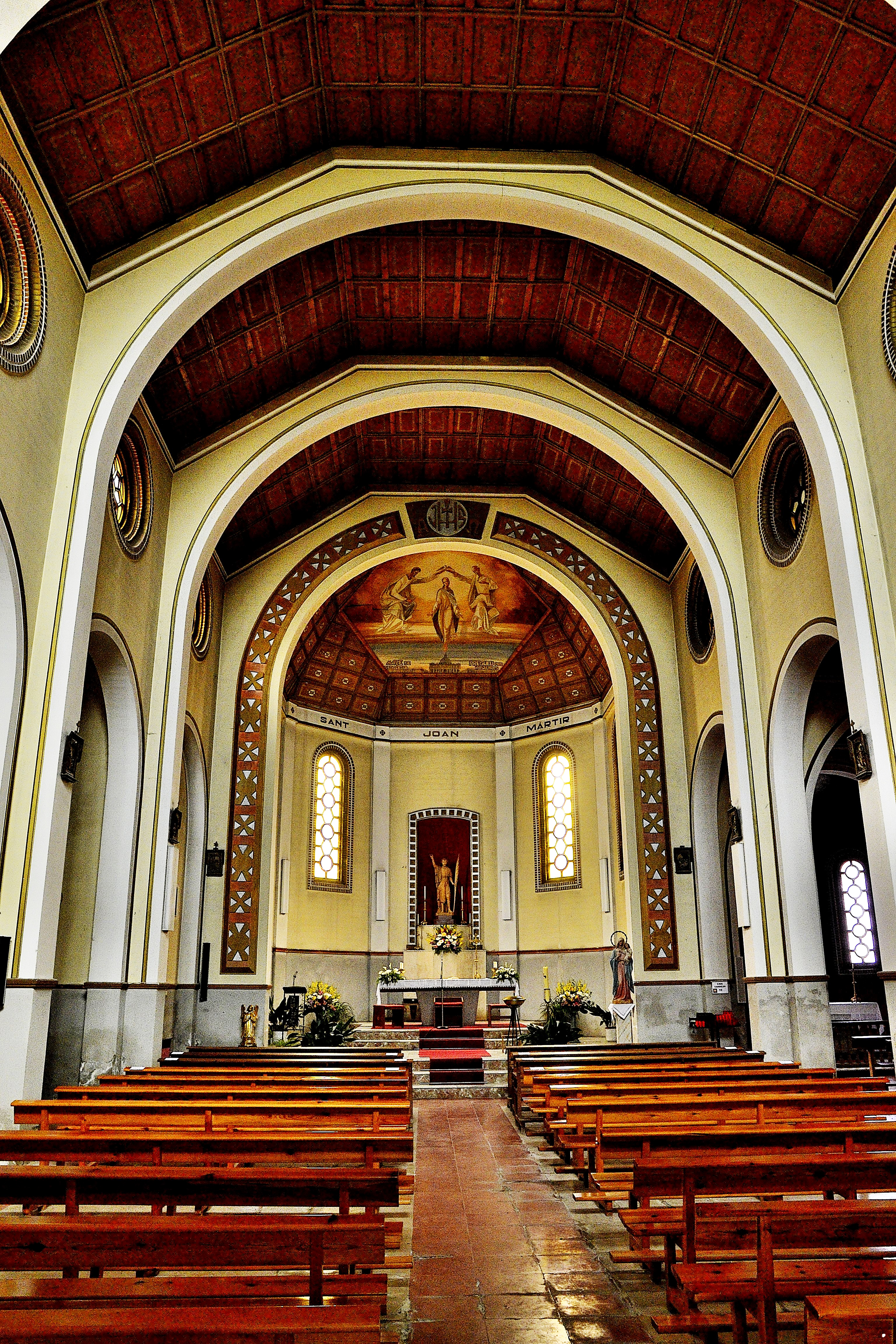
Iglesia de San Juan Bautista en Penellas (Lérida)

## Galería de Imágenes

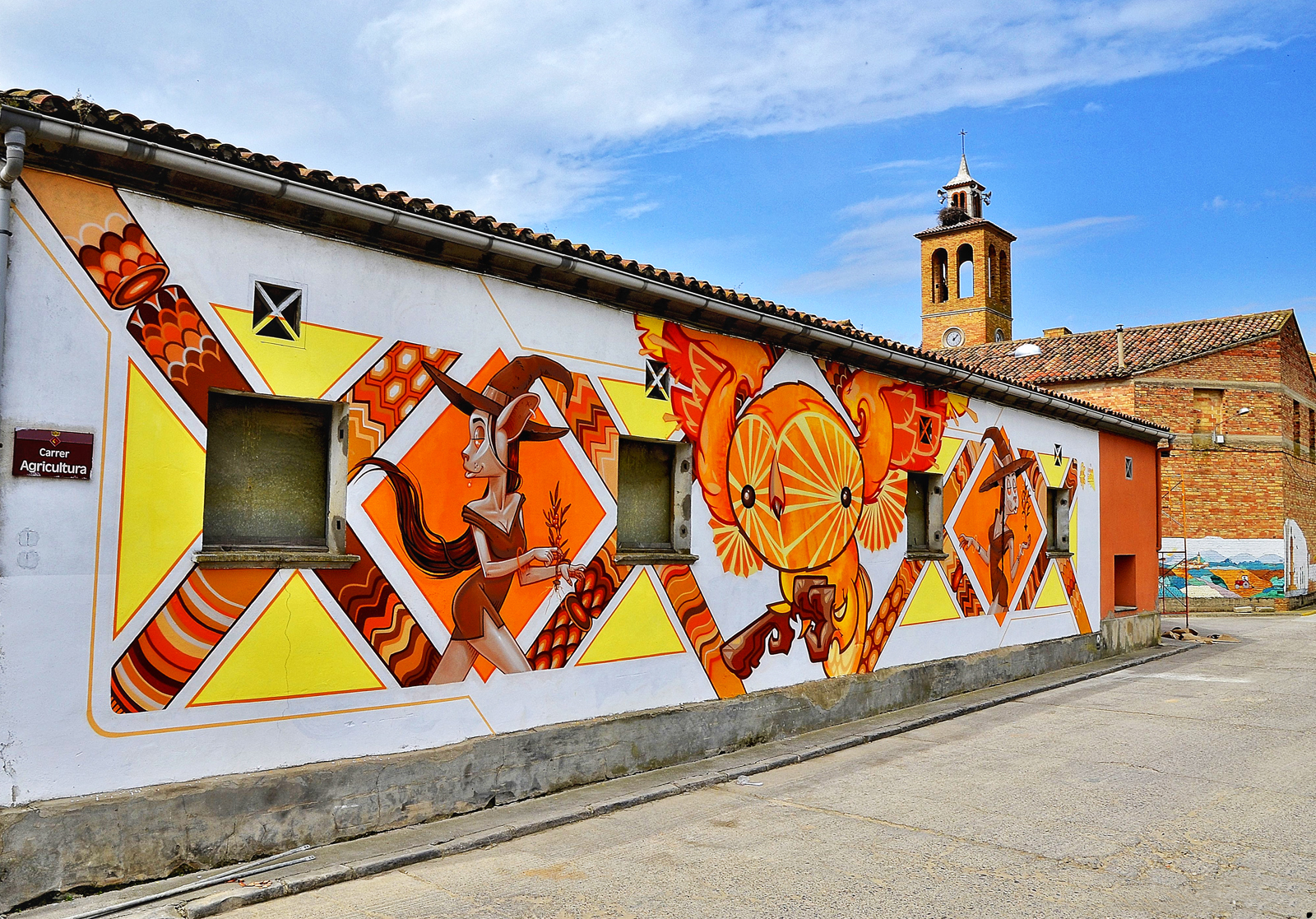
Arte urbano. Festival Gar-Gar 2016 (Penellas-Lérida)
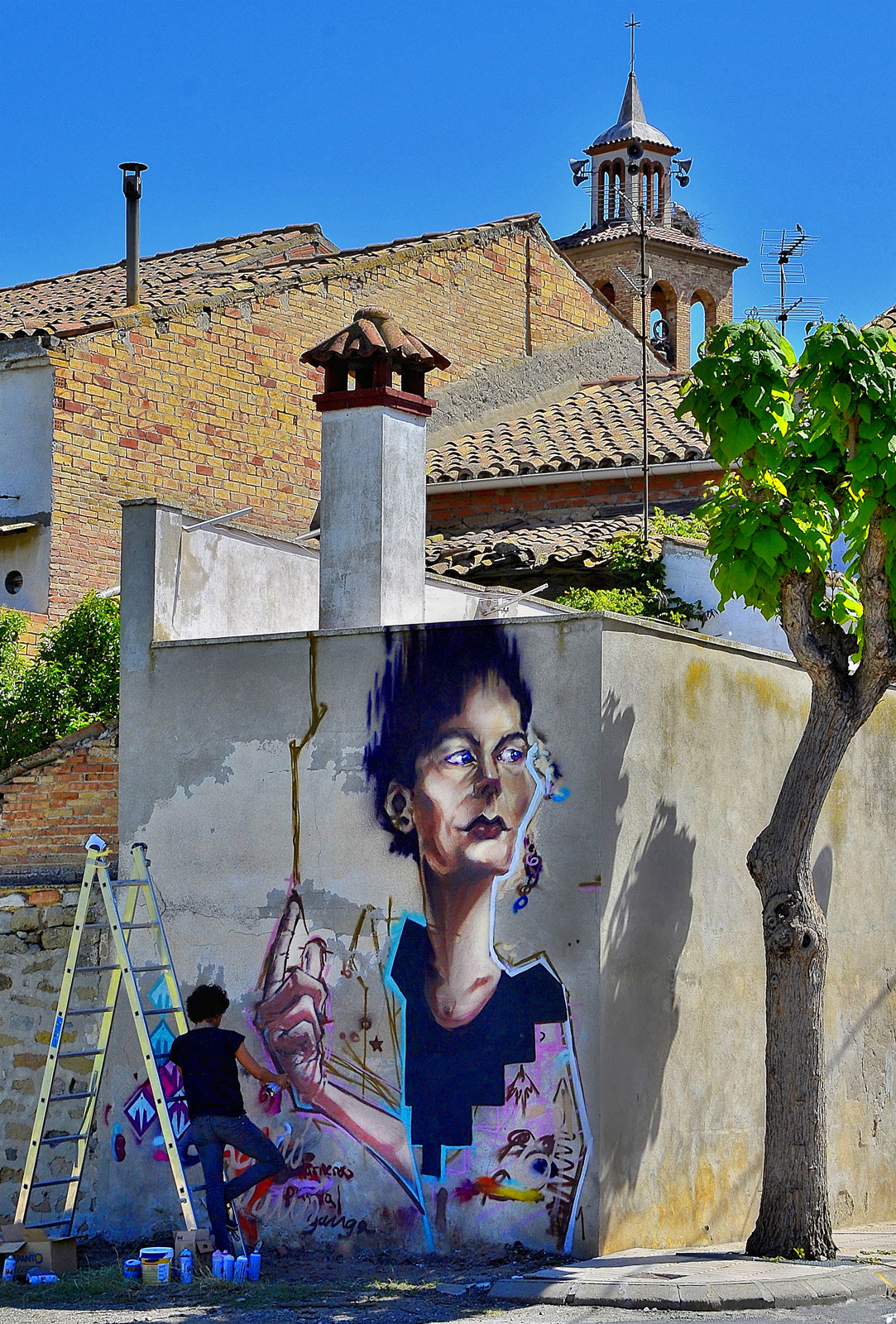
Arte urbano. Festival Gar-Gar 2016 (Penellas-Lérida)
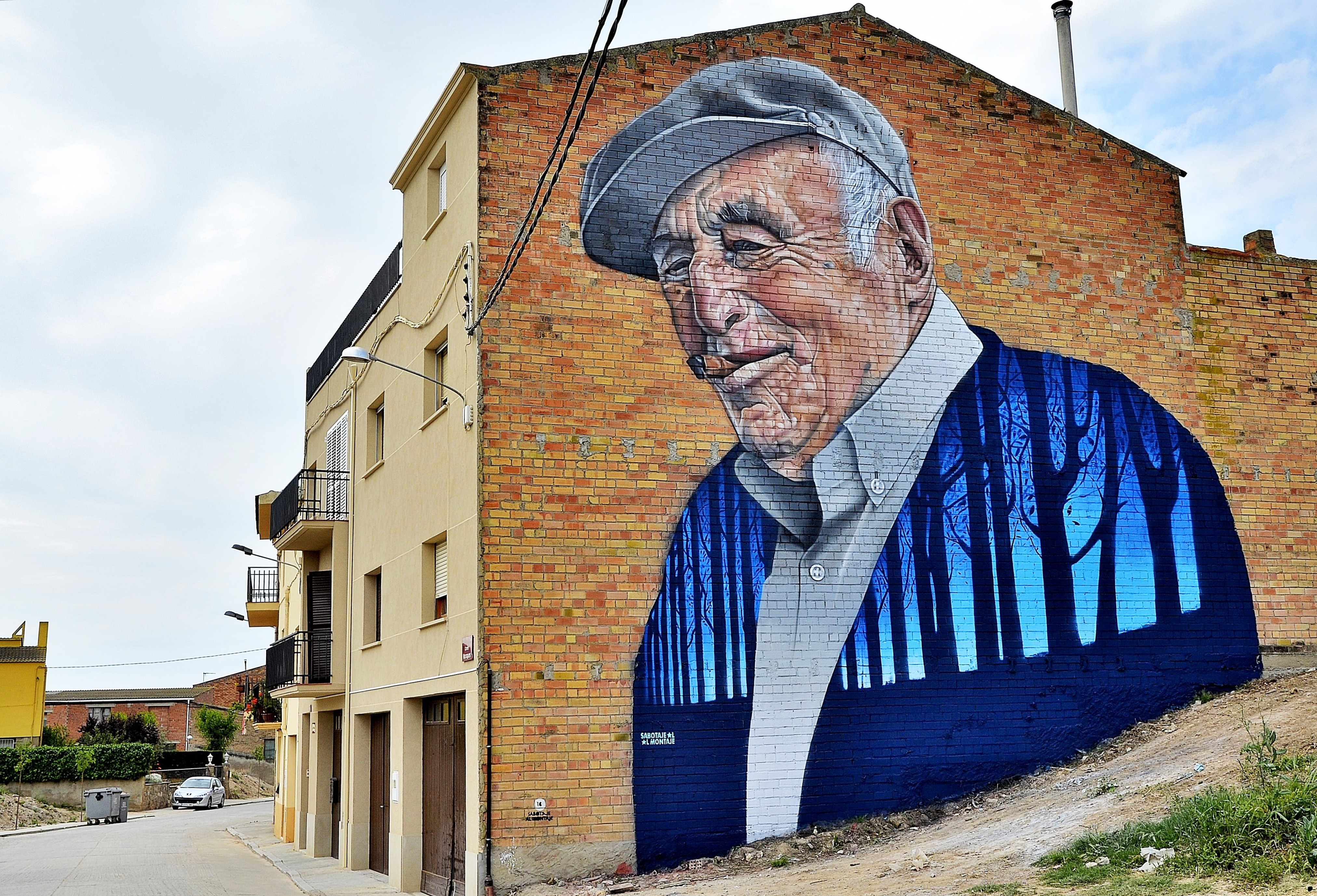
Arte urbano. Festival Gar-Gar 2016 (Penellas-Lérida)
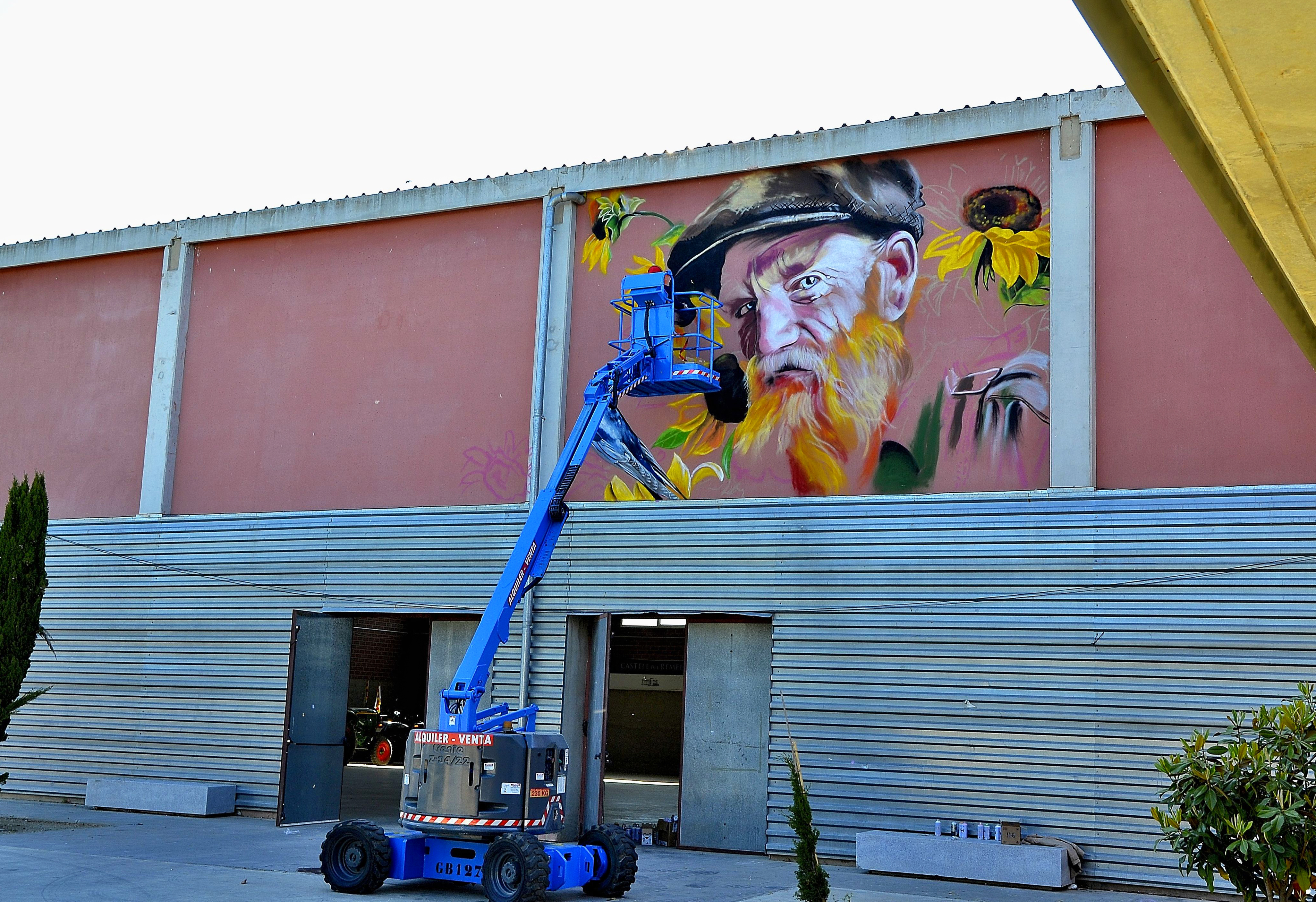
Arte urbano. Festival Gar-Gar 2016 (Penellas-Lérida)
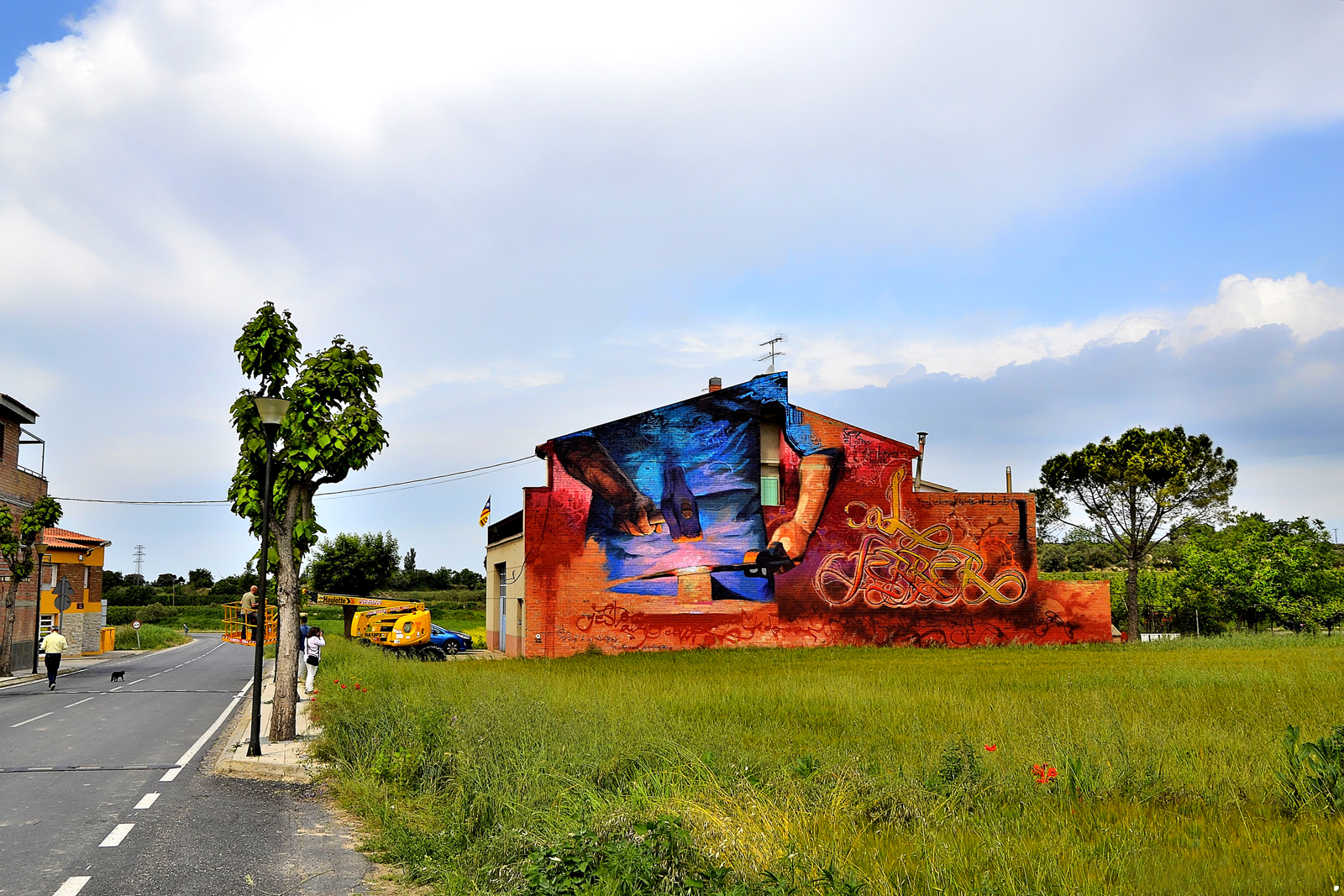
Arte urbano. Festival Gar-Gar 2016 (Penellas-Lérida)
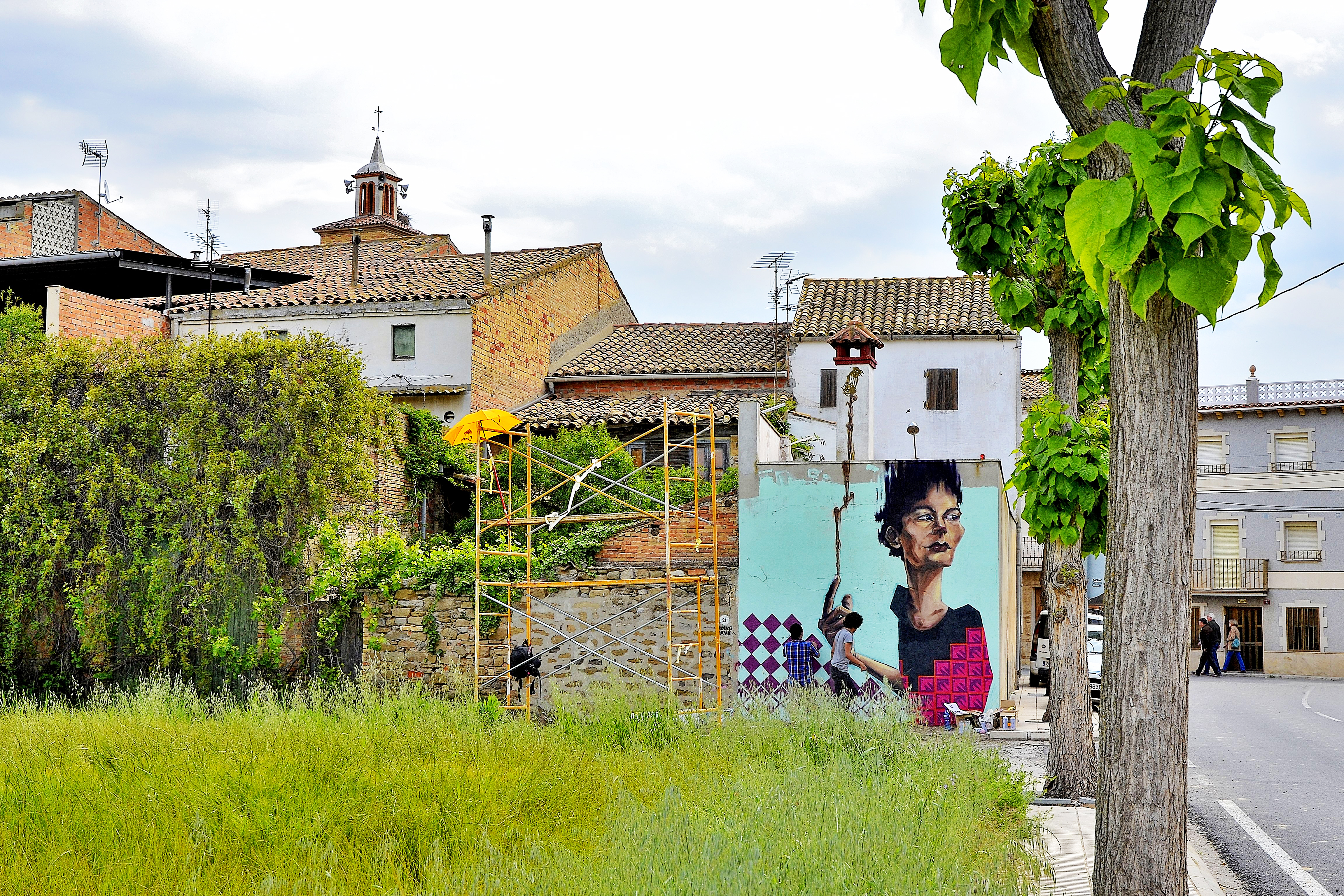
Arte urbano. Festival Gar-Gar 2016 Penellas (Lérida)
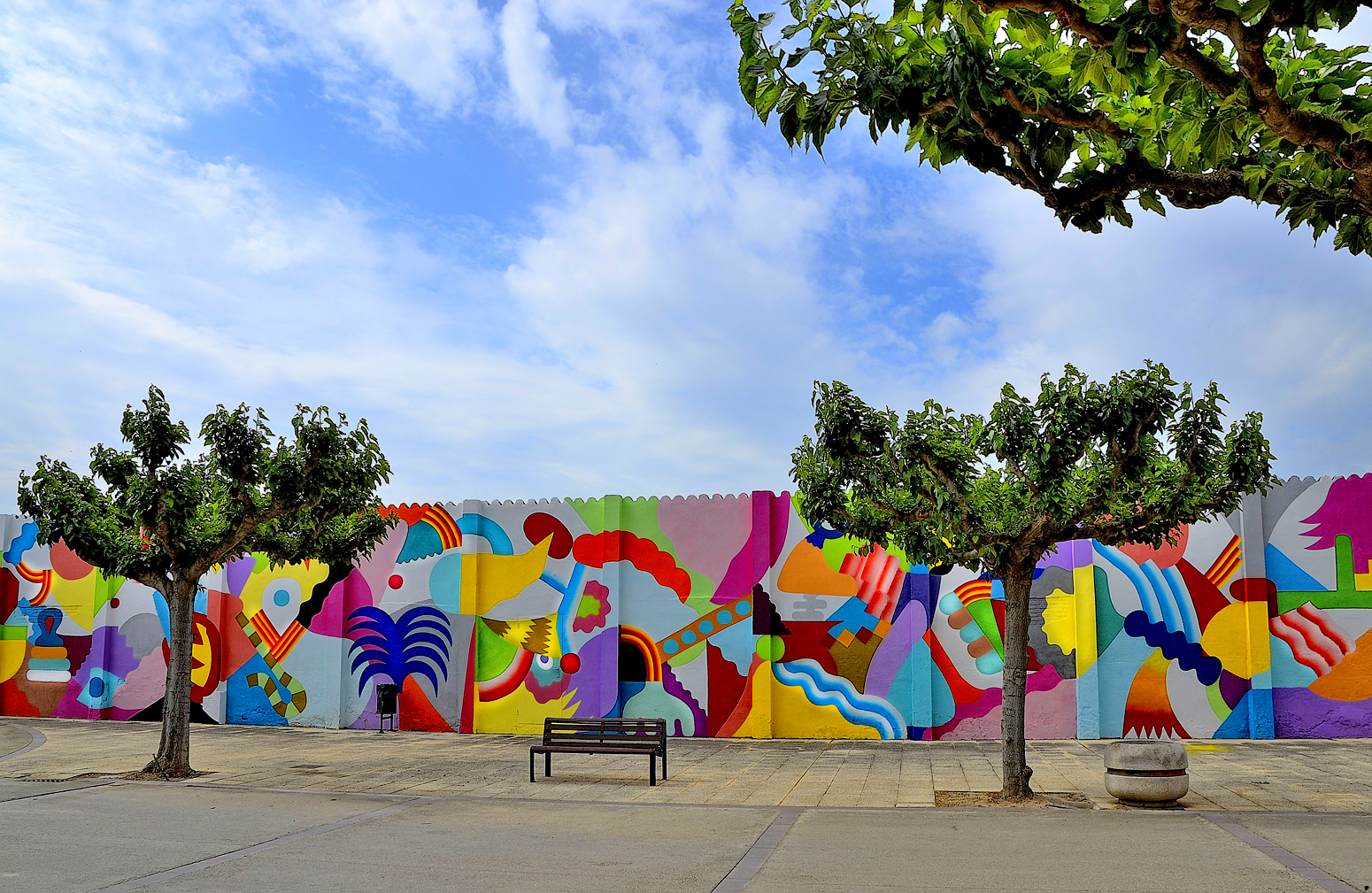
Arte urbano. Festival Gar-Gar 2016 (Penellas-Lérida)
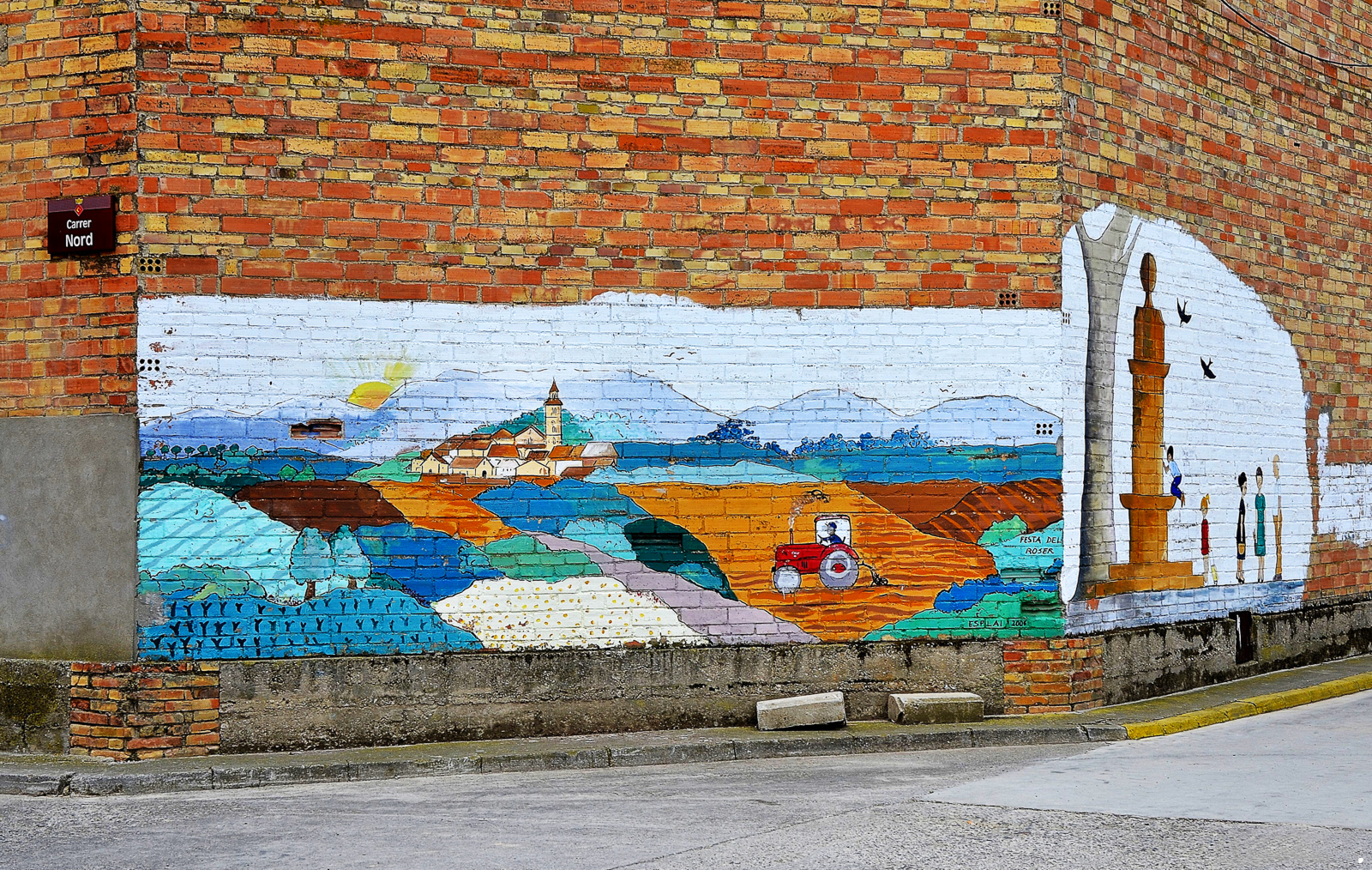
Arte Urbano. Festival Gar-Gar 2016 (Penellas-Lérida)
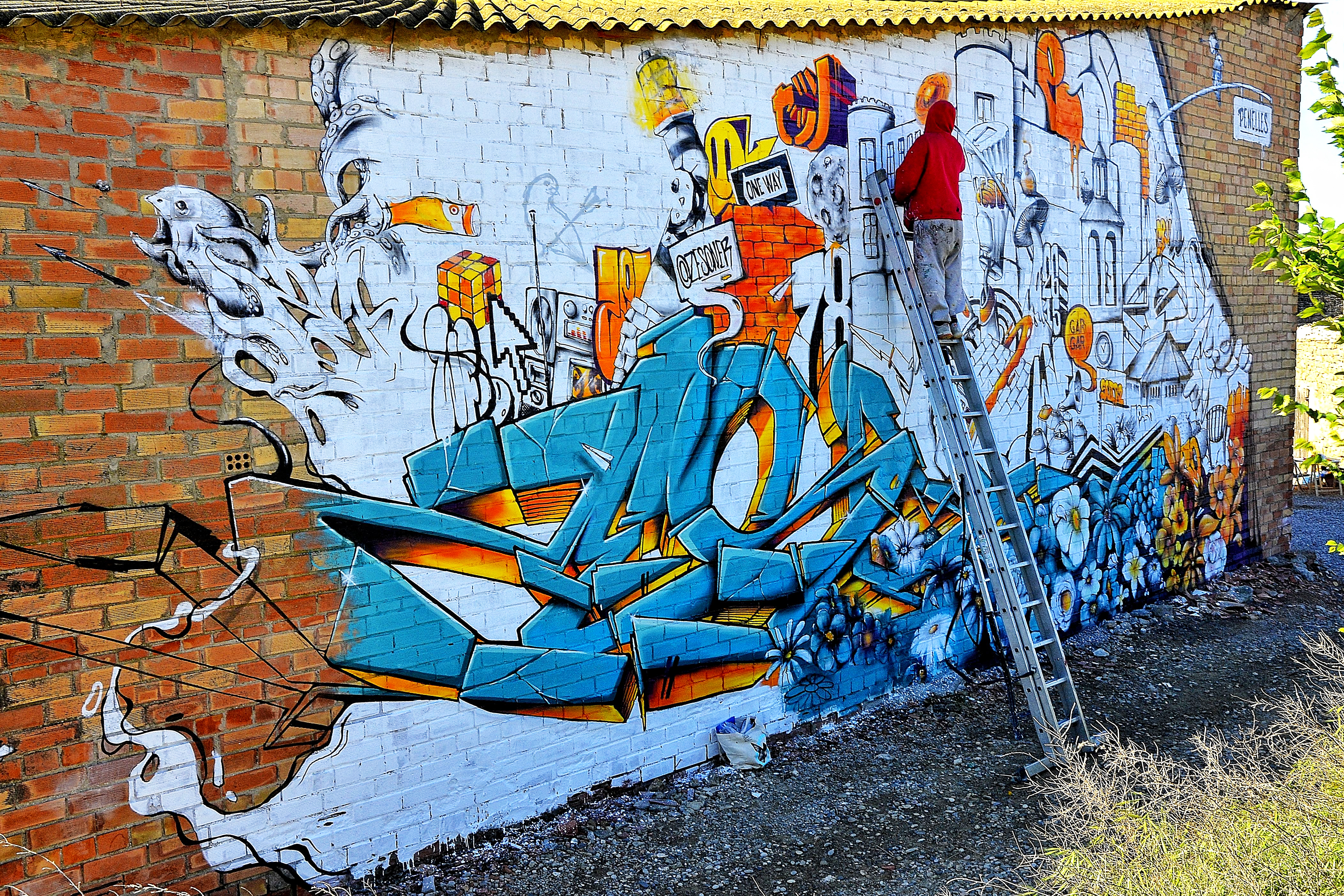
Arte mural en Penellas (Lérida)
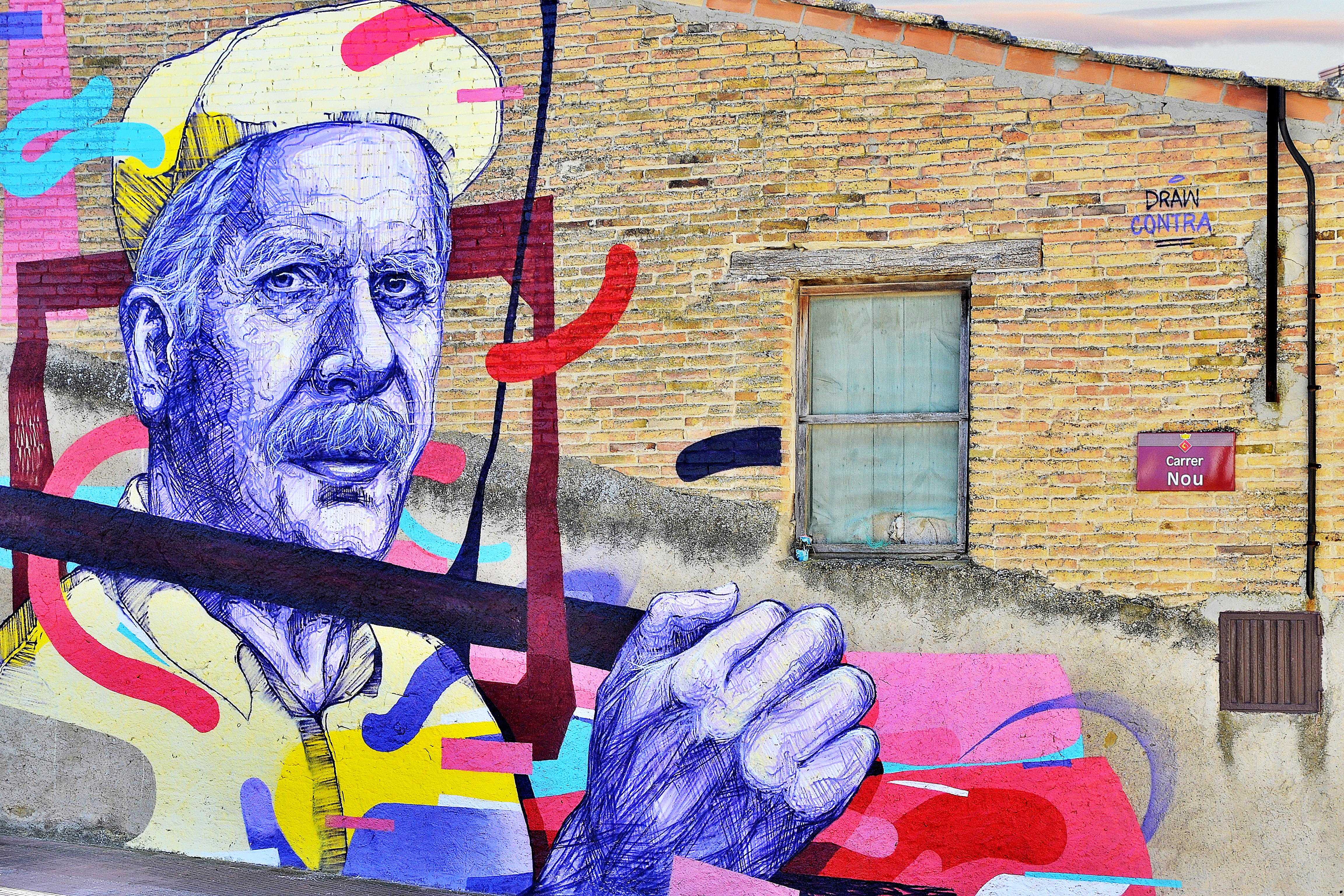
II Festival Gar-Gar 2017 Penellas (Lérida)
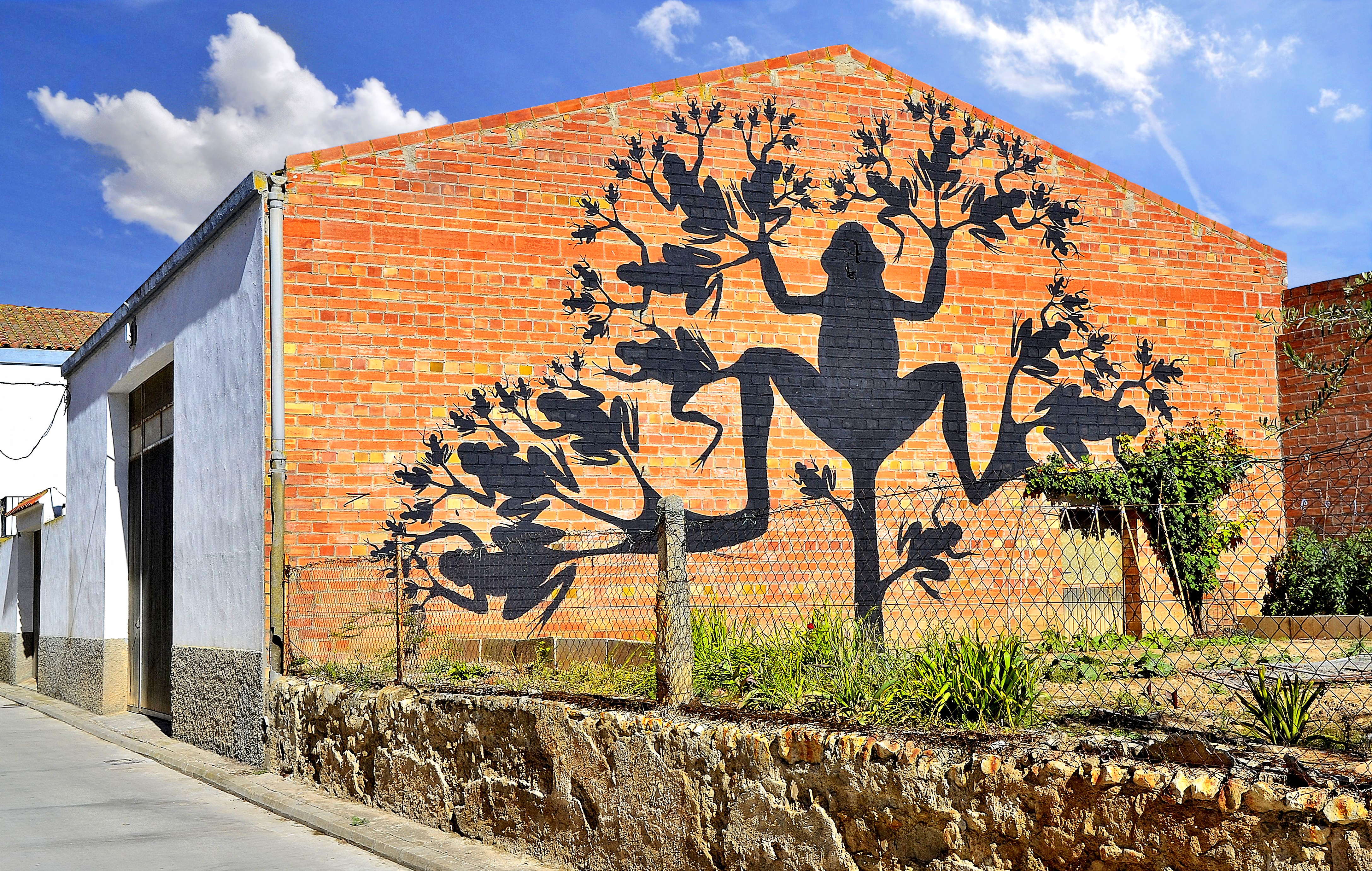
II Festival Gar-Gar 2017 en Penellas (Lérida)
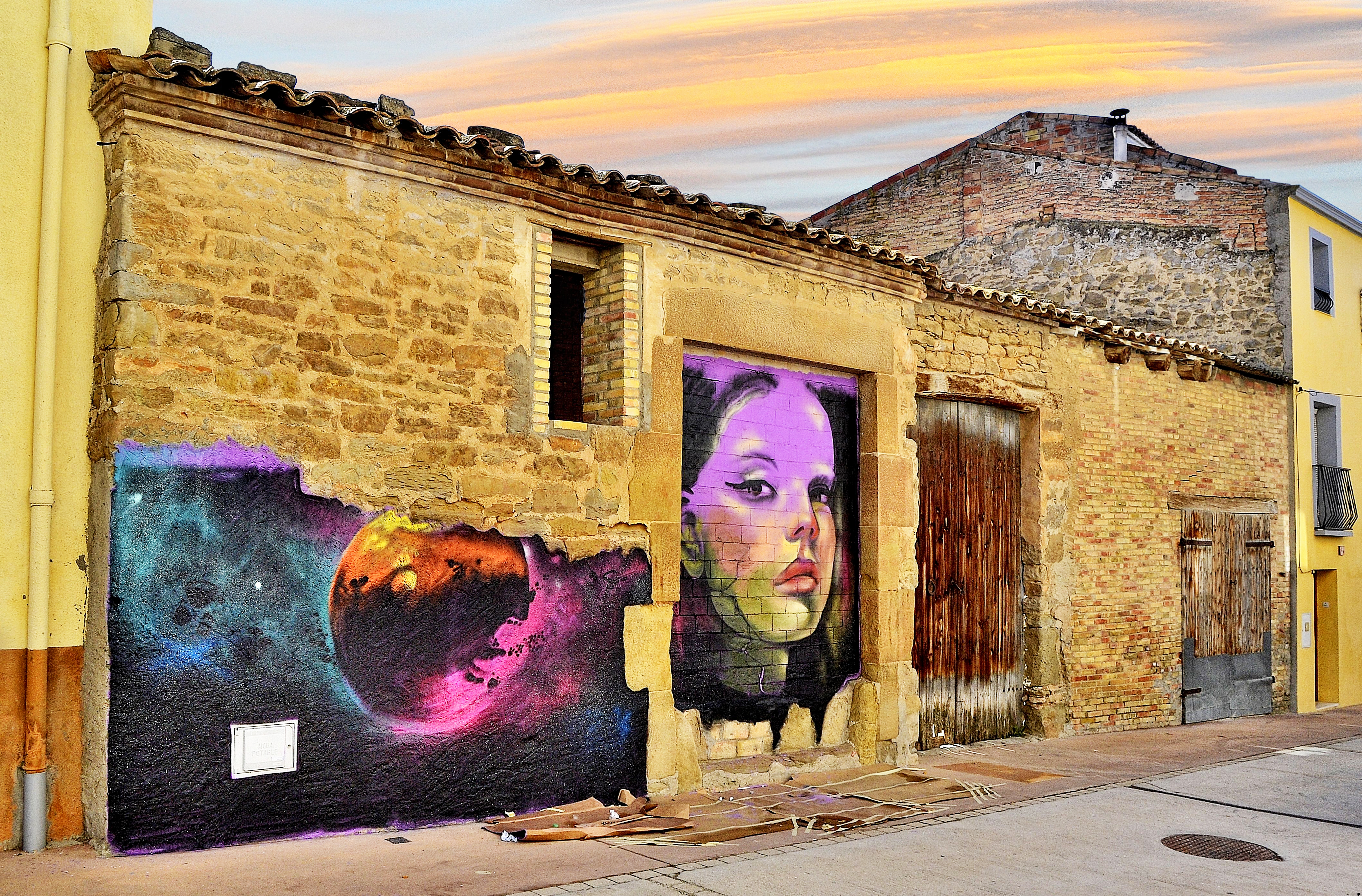
II Festival Gar-Gar 2017 Penellas (Lérida)
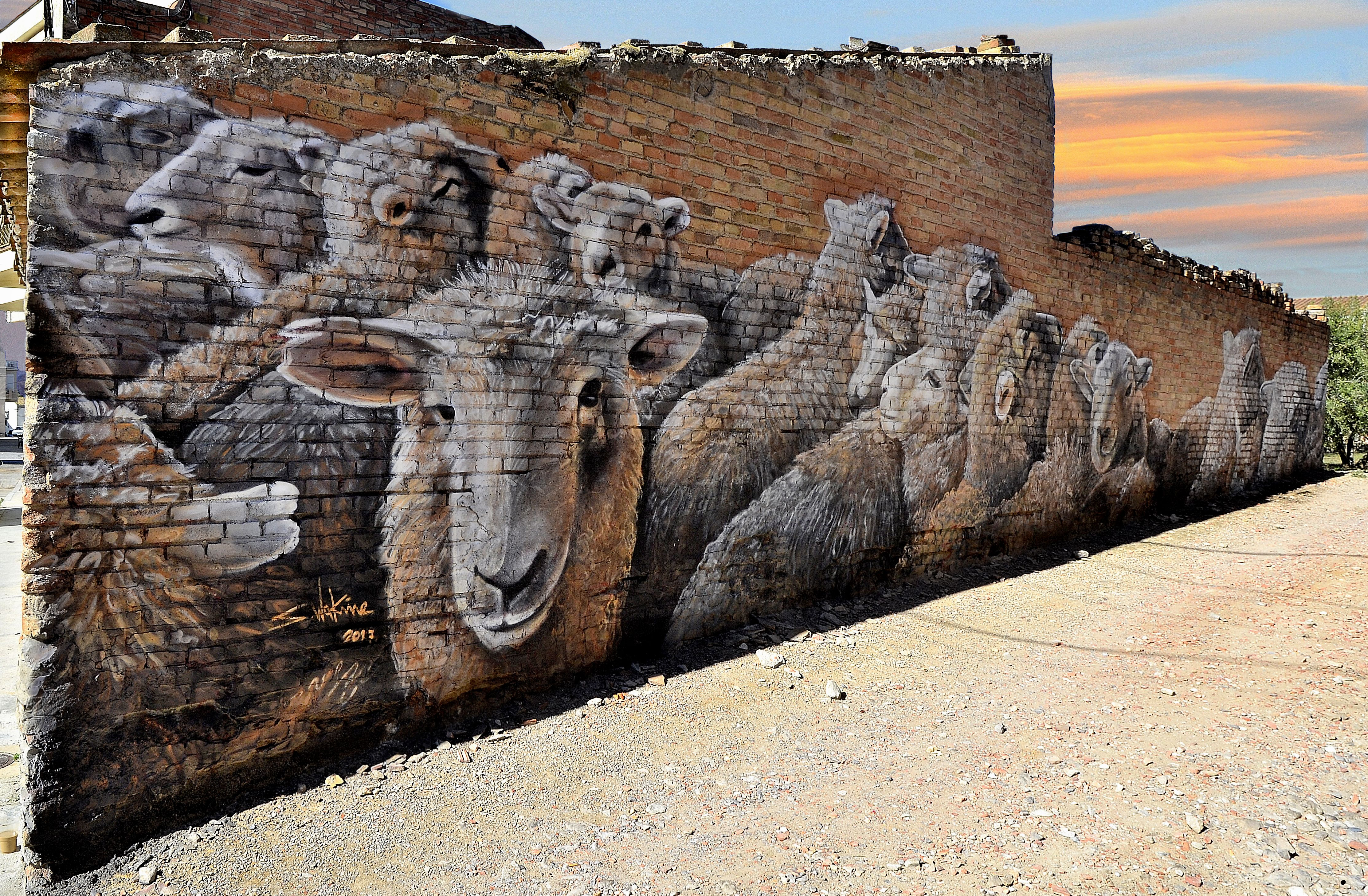
II Festival Gar-Gar 2017 Penellas (Lérida)